# Elisa Trotta Gamus

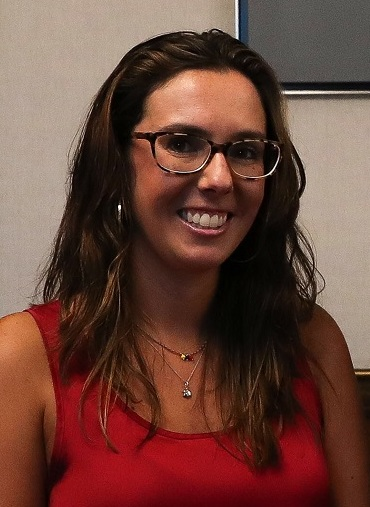

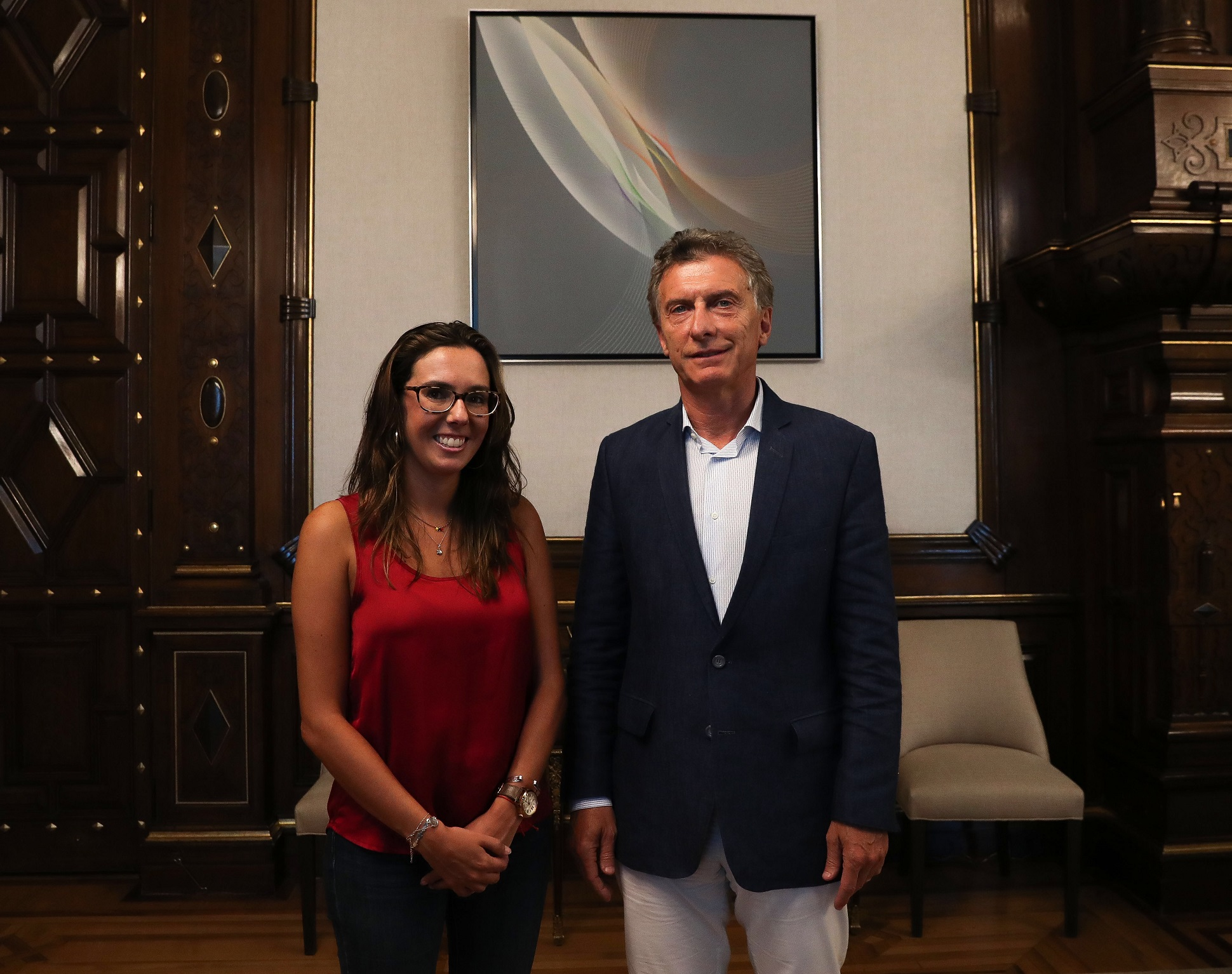
Trotta và Mauricio Macri, Tổng thống Argentina

Elisa Alejandra Trotta Gamus là một luật sư, nhà ngoại giao và nhà hoạt động nhân quyền người Venezuela, đại sứ từ Venezuela đến Argentina bởi Juan Guaidó trong cuộc khủng hoảng tổng thống Venezuela năm 2019, và được công nhận ngay lập tức bởi chủ tịch Argentina Mauricio Macri.
Trotta Gamus được sinh ra ở Venezuela. Mẹ cô là người cộng sản. Cha cô là luật sư người Argentina, Alberto Trotta, từng là một tù nhân chính trị, đã phải sống lưu vong năm 1975, dành thời gian ở Venezuela và có gia đình khi ở đó. Cô có bằng luật tại Đại học Trung tâm Venezuela và hai bằng Thạc sĩ tại Đại học Brandeis ở Boston, nơi cô là học giả Fulbright. Cô ấy đã sống ở Argentina từ năm 2011.
Trotta Gamus chuyên về nhân quyền và luật pháp quốc tế. Bà là giám đốc của các chương trình thể chế cho Phòng đại biểu của tỉnh Buenos Aires, làm việc cho thống đốc María Eugenia Vidal. Bà cũng là chủ tịch của Alianza por Venezuela, một mạng lưới những người Venezuela bị lưu đày.
Cô là một nhà phê bình chavismo, nói rằng Hugo Chávez và Nicolás Maduro đã tạo ra một "chất gây nghiện". Cô là người Do Thái, và là một nhà ngoại giao của Quốc hội Do Thái Mỹ Latinh 